# Buckley, Wales
Buckley är en ort och community i Storbritannien.   Den ligger i kommunen Flintshire och riksdelen Wales, i den södra delen av landet, 270 km nordväst om huvudstaden London. Antalet invånare i communityn är 15 665.